# Fojana
Fojana je naselje v Občini Brda.